# Soy minero
«Soy minero» es una canción compuesta por Daniel Montorio, con letra de Ramón Perelló y estrenada en la película Esa voz es una mina (1956), de Luis Lucia Mingarro, rodada parcialmente en Puertollano.

## Descripción
La canción describe la dura vida de la profesión de minero, pero al tiempo el orgullo de la profesión ejercida y la renuncia a otro tipo de actividad. La más célebre de las versiones es la del cantante original, Antonio Molina, que convirtió el tema en el más importante de su repertorio. La canción alcanzó una popularidad enorme y se convirtió en una de las muestras más destacadas de la canción española del siglo XX.

## Versiones
Ha sido versionada, entre otros, por Emilio el Moro (1965), La Pequeña Compañía (1979), Los Centellas (1997), El Chaval de la Peca (1998) y David Bisbal (2006).
También la han interpretado para televisión Juan Carlos Martín (1995) y Ramón García (2002) en el programa musical de La 1 de TVE Telepasión española,  Daniel Diges en el talent show de Antena 3 Tu cara me suena (2012) y por Paco Arrojo en el espacio también de La 1 La mejor canción jamás cantada.